# Fernand Salentiny
Fernand Salentiny (geb. 20. Oktober 1931 in Petingen; gest. 20. Mai 1991 in Schifflingen) war ein Luxemburger Pädagoge und Autor historischer Sachbücher. Laut seinem Eintrag bei der Deutschen Nationalbibliothek lehrte er als Professor für allgemeine Geschichte.

## Leben und Werk
Fernand Salentiny, der in Nancy Geschichte und Literatur studierte, wandte sich relativ früh vom Unterrichten ab, um sich als professioneller Schriftsteller im deutschsprachigen Raum zu versuchen. Er war Verfasser eines vielzitierten Lexikons der Seefahrer und Entdecker, das auch ins Englische und Niederländische übersetzt wurde.
Sein Interessengebiet war die Geschichte, verbunden mit Exotik und Abenteuer. Er hat eine ganze Reihe von (Jugend-)Büchern über die nordamerikanischen Indianer, über die Piraten und die Korsaren, über die südamerikanischen Kulturen, über die großen Seefahrer und Entdecker und so weiter redigiert und veröffentlicht. Seine Bücher und Artikel wurden populärwissenschaftlich verständlich sowie synthetisch verfasst. Zu Recherchezwecken reiste er an verschiedene Orte der Welt. 
Salentiny war Mitglied der Deutschen Gesellschaft für Polarforschung, der Geographical Society und des South America Explorer Club.

## Auszeichnungen
- 1979: wissenschaftlicher Glaxo-Preis für sein Buch 6000 Jahre Naturkatastrophen (1978).

## Publikationen (Auswahl)
- Zeevaarders en ontdekkingsreizigers. Lisse : Zuid Boekprodukties, 2005
- Encyclopedia of world explorers: from Armstrong to Shackleton. Werner Waldmann (Hrsg.). London : Dumonte monte, 2002.
- DuMont’s Lexikon der Seefahrer und Entdecker – Von Amundsen bis Zeppelin ; Köln (DuMont Buchverlag), 1995; 316 Seiten. ISBN 3-7701-2978-4 (Hrsg. und ergänzt von Werner Waldmann, DuMont-Monte-Verlag, Köln 2002; Rezension)
- Die Gewürzroute. Die Entdeckung des Seewegs nach Asien. Portugals Aufstieg zur ersten europäischen See- und Handelsmacht. DuMont, Köln 1991
- Die Geschichte des europäischen Widerstands gegen Hitler. Puchheim: IDEA, 1985
- 46 Tage und das Ende einer Weltmacht. Düsseldorf: Simon-Verlag, 1983
- (mit Friedrich Lenhardt) Burgundisches Reisebuch. München : Schnell und Steiner, 1982
- Soliman der Prächtige und das Osmanische Reich. Pfaffenhofen : Ludwig 1981.
- Santiago! Die Zerstörung Altamerikas. Frankfurt am Main : Umschau-Verlag 1980.
- Machu Picchu – Steinernes Rätsel im Lande des Kondors. Frankfurt am Main : Umschau-Verlag 1979.
- Piraten – Eine Bilddokumentation über Schurken und Helden der Seefahrt. Wels : Verl. Welsermühl 1978.
- 6000 Jahre Naturkatastrophen. Zürich : Orell Füssli, 1978
- Durchs Packeis zum Nordpol.  Würzburg : Arena, 1977.
- Aufstieg und Fall des portugiesischen Imperiums. Wien, Köln, Graz: Böhlau 1977.
- Das Lexikon der Seefahrer und Entdecker. Frankfurt am Main : Fischer-Taschenbuch-Verlag, 1977
- Das Lexikon der Seefahrer und Entdecker. Tübingen, Basel : Erdmann, 1974